# Міст Лунцзян
Міст Лунцзян (кит.: 龙江大桥) — міст, що перетинає річку Лунцзян (права притока річки Лунчуань — Швелі, сточище Іраваді), розташованому на терені повіту Тенчун міського округу Баошань; 15-й за довжиною основного прольоту висячий міст у світі (6-й в Китаї). Є частиною пролонгової ділянки з Баошаня до Жуйлі швидкісної дороги G56 Ханчжоу-Жуйлі.
Довжина — 2471 м. Є висячим мостом з основним прольотом завдовжки 1196 м. Міст має дві баштові опори (пілона). Висота баштових опор 169,7 м. Дорожнє полотно моста знаходиться на висоті 292 м над долиною річки Лундзян.
Відкриття мосту скоротило час у дорозі на ділянці вдвічі.
Кошторисна вартість будівництва — 1,47 млрд юань. Будівництво моста було завершено 5 квітня 2016 року, для руху його було відкрито 1 травня 2016 року.